# Lynsey Bartilson
Lynsey Marie Bartilson (Edina, Minnesota, 1 juli 1983) is een Amerikaans actrice.
Op vierjarige leeftijd verhuisde ze samen met haar familie naar Los Angeles. Op negenjarige leeftijd begon ze reeds met een professionele acteercarrière in het theater. Ze speelde toen al prominente rollen in stukken zoals Annie.
Haar eerste televisierol was in het laatste seizoen van Married... with Children, maar ze is voornamelijk bekend als Lily Finnerty uit de komische reeks Grounded for Life. Ze spreekt ook de rol in van het karakter Tuesday X uit de tekenfilmreeks The X's, die te zien is op Nickelodeon. 
Daarnaast had ze kleine rollen in NCIS, Mrs. Santa Claus, NYPD Blue, 7th Heaven, That '70s Show, Malcolm in the Middle, Strong Medicine, Judging Amy en Party of Five.
- International Standard Name Identifier: 0000 0000 4819 4335
- Library of Congress Control Number: no2006125291
- MusicBrainz: 3f2f56c2-6d98-4c01-a8bb-fe38966c5d69
- Virtual International Authority File: 14536695
- WorldCat: E39PBJrgCMPfqppKW9BJtx9xDq